# Luis Fernando López (militar)
Luis Fernando López Julio (La Paz, Bolivia; 15 de octubre de 1964) es un militar, periodista, empresario y político boliviano que ocupó el alto cargo de Ministro de Defensa de Bolivia desde el 13 de noviembre de 2019 hasta el 8 de noviembre de 2020, durante el gobierno de la presidenta Jeanine Añez Chávez.

## Biografía
Luis Fernando López nació el 15 de octubre de 1964 en la ciudad de La Paz. Proviene de una familia de clase media-alta pues su padre es el general de división de ejército Luis Fernando López Bacigalupo y su abuelo fue el reconocido político emenerrista Rubén Julio Castro. Cabe mencionar que el abuelo materno de Luis Fernando López ya en su época llegó a ser el Ministro de Gobierno de Bolivia durante el segundo gobierno del presidente Víctor Paz Estenssoro en el año 1964, así como también fue Presidente de la Cámara de Senadores de Bolivia a principios de la década de 1960.
Luis Fernando López comenzó sus estudios escolares en 1970 saliendo bachiller en su ciudad natal el año 1981. Continuó con sus estudios superiores ingresando a estudiar inicialmente al Colegio Militar del Ejército (COLMIL) en 1982, pero luego sería becado a Argentina para estudiar en el Colegio Militar de la Nación de ese país, de donde egresó con el grado de 
subteniente de caballería el año 1985 con especialidad en paracaidismo militar.
Una vez de regreso a Bolivia, Luis Fernando López fue destinado a trabajar como instructor militar en la Escuela de Cóndores Satinadores de Bolivia ubicada en la localidad de Sanandita perteneciente al municipio de Yacuiba en el Departamento de Tarija. López estaría ahí desde 1986 hasta 1989. 
El año 1990 ascendió al grado de teniente y fue destinado a trabajar al Regimiento de Caballeria Blindado "Calama" ubicado en la ciudad intermedia de Patacamaya del Departamento de La Paz. Pero cabe mencionar que al igual como ocurrió con otros políticos bolivianos como el ex mayor Juan Ramon Quintana o el ex capitán Manfred Reyes Villa, ese mismo año (1990), Luis Fernando López decidió pedir voluntariamente su baja definitiva del Ejército de Bolivia, retirándose con el grado de teniente.
Ya en la vida civil, Luis Fernando López ingresó a estudiar la carrera de comunicación social en la Universidad Católica Boliviana San Pablo (UCB) en la ciudad de La Paz, gradúandose como comunicador social (periodista) de profesión. Trabajó como consultor y capacitador en marketing político en diferentes universidades y empresas privadas de Bolivia.
Entre otras de sus facetas, Luis Fernando López ingresó al ámbito empresarial, siendo el gerente para Bolivia de las empresas multinacionales Lowe y Mcann Erickson, trabajando de esa manera para marcas globales como: BMW, Huawei, Unilever, Cinemark, Coca Cola y Copa Airlines, entre otras. Fue también el presidente ejecutivo de la agencia Lola Group S.R.L., el cual es una agencia especializada en comunicación integral y estrategias de marketing publicitario. Durante ese lapso de tiempo, Luis Fernando López llegaría a conocer al abogado y también empresario cruceño Luis Fernando Camacho.

### Ministro de Defensa de Bolivia (2019-2020)
El 13 de noviembre de 2019, la Presidenta interina de Bolivia Jeanine Áñez Chávez posesionó al periodista y empresario paceño Luis Fernando López como el nuevo Ministro de Defensa de Bolivia. Cabe mencionar que al igual como sucedió con el abogado Jerjes Justiniano Atalá (asesor jurídico de Luis Fernando Camacho), también Luis Fernando López llegó al ministerio de defensa siendo inicialmente  "el asesor comunicacional" de Camacho, pero al final, López terminó alejándose de él para quedarse definitivamente al lado de la presidenta Jeanine Áñez y su alianza política "JUNTOS".

### Coronavirus
El 5 de mayo de 2020, Luis Fernando López confirmó ante toda la opinión pública del país, que su esposa "Katya" había contraido la mortal enfermedad del Coronavirus y que él junto a toda su familia pasarían al aislamiento preventivo correspondiente en su domicilio particular.
El 15 de mayo de 2020, se conoció a nivel nacional, la noticia de que el ministro Luis Fernando López había dado "negativo" en su prueba que se había realizado. Pero dos meses después, el 23 de julio de 2020, Luis Fernando López reveló ante el país que lamentablemente su hijo de 20 años de edad (2000) también había contraido el letal virus y en una entrevista periodística, López decía lo siguiente: 

"Tengo a mi hijo de 20 años positivo a Coronavirus. (En mi familia) lo estamos tomando con 
calma, como lo deberían hacer todos los bolivianos. Hay que tener solo serenidad y mucho cariño con las personas con Covid-19, sobre todo, optimismo."
Luis Fernando López Julio, Ministro de Defensa de Bolivia (La Paz, 23 de julio de 2020).

| Predecesor: Javier Zavaleta López | Ministro de Defensa de Bolivia 13 de noviembre de 2019 - 6 de noviembre de 2020 | Sucesor: Edmundo Novillo Aguilar |